# Johnny Guitar
Johnny Guitar es una película estadounidense de 1954 dirigida por Nicholas Ray, con guion de Philip Yordan a partir de la novela homónima de Roy Chanslor. Protagonizada por Joan Crawford, Sterling Hayden, Mercedes McCambridge y Scott Brady entre otros. Realizada por la productora Republic Pictures.
Aunque en principio suele clasificarse dentro del género del wéstern, hay muchos que opinan que su relación con este se limita al espacio y la época en que se desarrolla la historia.
El filme se rodó gracias al impulso de Joan Crawford, quien había adquirido los derechos de la novela. Pero el resultado le decepcionó. Tampoco le gustó la elección de Mercedes McCambridge como oponente, ya que era más joven que ella. Crawford, a fin de aparecer más favorecida en sus primeros planos, exigió que todos fueran rodados en estudio, con la iluminación adecuada, y no en exteriores con luz natural.

## Argumento
Johnny Logan (Sterling Hayden), un portentoso pistolero, ha cambiado su revólver por una guitarra. Con ella se dirige hacia la casa de juegos de Vienna (Joan Crawford), donde le espera un trabajo como músico, y un viejo amor.
Emma Small (Mercedes McCambridge) odia a Vienna porque Dancin' Kid (Scott Brady) la prefiere. Así que cuando la diligencia es asaltada y el hermano de Emma resulta muerto, ella no duda en culpar a Dancin' Kid y a su banda. Luchará por destruir a Vienna y sus sueños de prosperidad con el ferrocarril.

## Recepción
Es considerado un western clásico, pero atípico, a causa de su extraño simbolismo e intenso lirismo. Está rodada en el novedoso trucolor (usado por Republic Pictures para sus westerns entre 1946 y 1957, cuando fue sustituido por el eastmancolor), que exagera la intensidad del colorido, con lo que el ya desaforado romanticismo de los memorables, tristes y desesperados diálogos de los apasionados personajes se muestra en un ambiente alucinado e irreal, gracias también a la dirección de Nicholas Ray.

## Reparto
- Joan Crawford .... Vienna
- Sterling Hayden .... Johnny 'Guitar' Logan
- Mercedes McCambridge .... Emma Small
- Scott Brady .... Dancin' Kid
- Ward Bond .... John McIvers
- Ben Cooper .... Turkey Ralston
- Ernest Borgnine .... Bart Lonergan
- John Carradine .... Old Tom
- Royal Dano .... Corey
- Frank Ferguson .... Marshal Williams
- Paul Fix .... Eddie
- Rhys Williams .... Mr. Andrews
- Ian MacDonald .... Pete